# Fleming-Gletscher
Der Fleming-Gletscher ist ein breiter und etwa 40 km langer Gletscher an der Fallières-Küste des Grahamlands auf der Antarktischen Halbinsel. Er fließt in westnordwestlicher Richtung und mündet in den Forster-Piedmont-Gletscher östlich des Wordie-Schelfeises.
Er wurde während der British Graham Land Expedition (1934–1937) unter der Leitung des australischen Polarforschers John Rymill kartiert und am 29. September 1940 bei einem Überflug durch Teilnehmer der United States Antarctic Service Expedition (1939–1941) fotografiert. Das Advisory Committee on Antarctic Names benannte den Gletscher 1947 nach William Launcelot Scott Fleming (1906–1990), Dekan der Trinity Hall an der University of Cambridge sowie Teilnehmer an der British Graham Land Expedition.